# يوسفزي
يوسفزي من أكبر القبائل البشتونية العرقية التي يقيم أهلها في أراض ممتدة إلى إقليم الحد الشمالي-الغربي (شمال مغربی سرحدی صوبہ: پختونستان) والمناطق القبلية المدارة إقليميًا (صوبائی قبائلی علاقے جات)، داخل حدود باكستان. يتمركزون في الأصل في شمال وشرق خيبر باختونخوا في باكستان وأجزاء من شرق أفغانستان. خارج هذه البلدان، يمكن العثور عليها أيضًا بأعداد كبيرة في روهيلخاند، أوتار براديش، الهند.

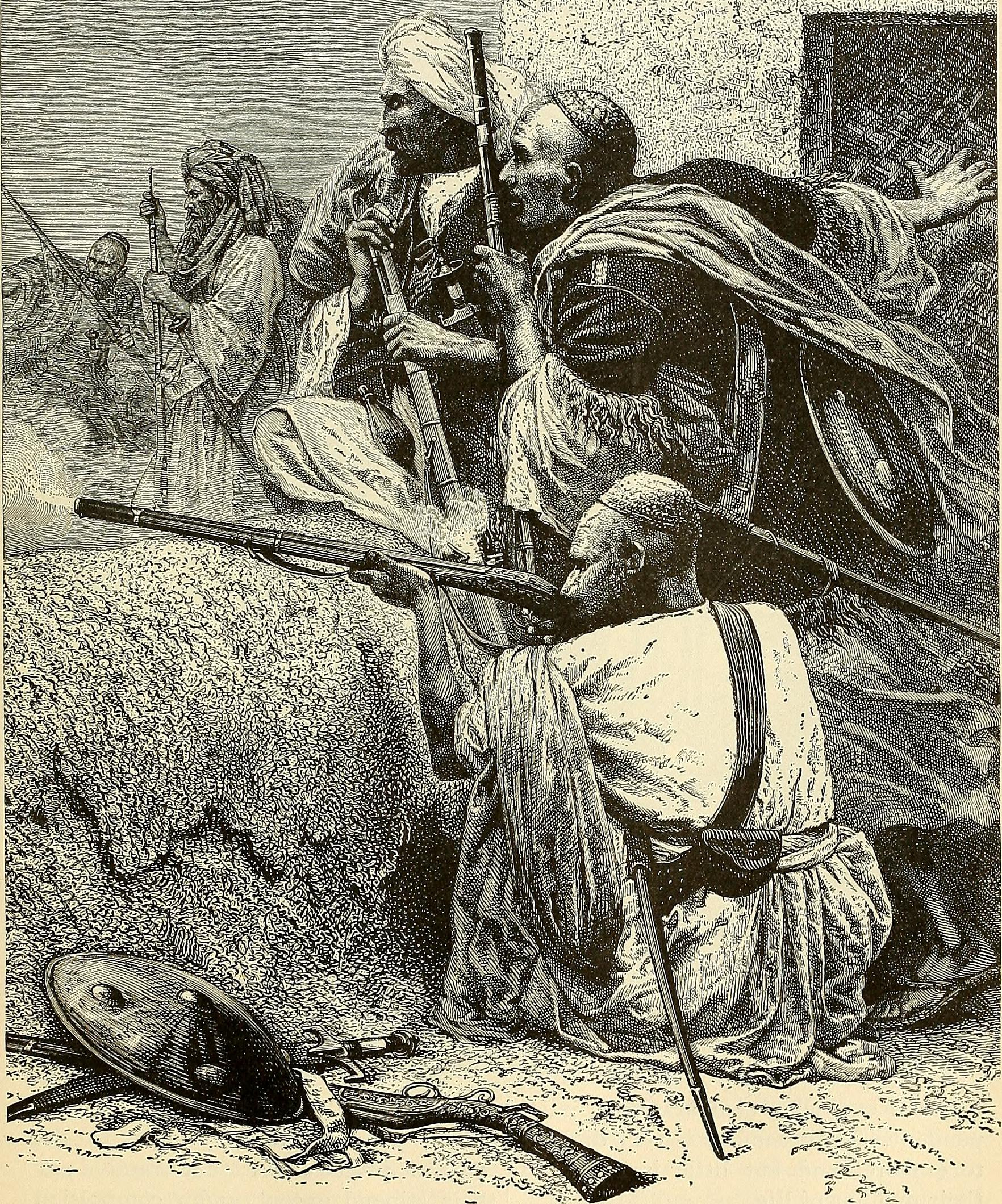
البشتون يوسفزاي في منطقة هيل (1895)

قد نشأ اسمهم من أسماء أسباسيوي وأوفاكان، الذين كانوا السكان القدامى لكونار وسوات والوديان المجاورة في هندو كوش. ملالا يوسفزاي، أصغر حائزة على جائزة نوبل، تنتمي إلى قبيلة يوسفزاي. يتحدث معظم اليوسفزاي مجموعة شمالية متنوعة من الباشتو؛ تعتبر لهجة يوسفزاي مرموقة في مقاطعة خيبر بختونخوا الباكستانية.

## أصول الكلمات
في علم الأصوات الباشتو، يوجد / f / فقط في الكلمات المستعارة ويميل إلى استبداله بـ / p /  يُنطق الاسم عادةً باسم Y assəpzay أو Īsəpzay. الاسم يعني حرفيا «سليل يوسف» في الباشتو؛ يوسف هو اسم مذكر عربي وآرامي يعني «(الله) سيضيف».
وفقًا لبعض العلماء، بما في ذلك عالم اللغة ج. ماكريندل، اسم Yūsəpzay أو Īsəpzay مشتق من الأسماء القبلية لـ Aspasioi وAssakenoi - السكان القدامى لوادي كونار ووادي سوات الذين أبدوا المقاومة عندما غزا الإسكندر أرضهم في 327-326 قبل الميلاد. وفقًا للمؤرخ آر.أساكينوا ماجومدار، كانوا إما متحالفين مع أو فرع من أسباسيوا الأكبر، ومن المحتمل أن كلا الاسمين القبليين القديمين مستمدان من كلمة أسفاكا Aśvaka، والتي تعني حرفيًا «الفرسان» أو «مربي الخيول» أو «الفرسان».
لاحظ ماكريندل: "يشير اسم أسفاكا إلى أن بلادهم كانت مشهورة في العصور البدائية، كما هو الحال في الوقت الحاضر، بسبب سلالتها المتفوقة من الخيول. وحقيقة أن الإغريق ترجموا اسمهم إلى Hippasioi" (من ἵππος ، حصان) أنه يجب أن يكون على دراية بمدلولها الاشتقاقي. "
كما تم الاحتفاظ باسم أفاكان Avakan أو أساكان Assakan في اسم أفغان Afghān، وهو اسم إثني تاريخي لجميع البشتون.

## علم الأنساب الأسطوري
وفقًا لعلم الأنساب الأسطوري الشهير، الذي سجله الحاكم المغولي في القرن السابع عشر نعمة الله الهراوي في كتابه تاريخ خان جهاني ومخزن أفغاني، تنحدر قبيلة يوسفزاي من سلفهم المسمى يوسف، الذي كان ابن مند، الذي هو ابن خشاي (أو خاخاي)، ابن كاند، بن خرشبين، بن صيبان (سلف قبيلة الصرباني)، ابن قيس عبد الرشيد (سلف جميع البشتون). كان قيس عبد الرشيد من نسل أفغانا، الذي وُصف بأنه حفيد ملك إسرائيل شاول والقائد العام لجيش النبي سليمان. قيس كان يُزعم أنه معاصر للنبي الإسلامي محمد ونسب القائد العربي خالد بن الوليد. عندما استدعى خالد بن الوليد قيس من غور إلى المدينة المنورة، قبل قيس الإسلام وغيّر اسمه إلى عبد الرشيد (يعني «عبد المرشد الصراط» أو «عبد الله» باللغة العربية). عاد عبد الرشيد إلى غور وقدم الإسلام هناك. نص الكتاب على أن جد يوسف (ووالد ماند)، خشاي، كان له أيضًا ولدان آخران، موك وتركلاي، وكانا من أسلاف قبيلتي جيجاني وتركاني على التوالي. كان ليوسف أخ واحد، وهو عمر، الذي كان سلف قبيلة مندانر، التي ترتبط ارتباطًا وثيقًا بيوسفزيه.
ذكرت رواية موغال عام 1595 عين أكبري أيضًا تقليد سلالة الإسرائيليين بين البشتون، مما يدل على أن هذا التقليد كان شائعًا بالفعل بين الباشتون في القرن السادس عشر.

## التاريخ

### معاهدة سلام مع بابور
في أوائل العصر الحديث، ذُكرت قبيلة يوسفزاي من البشتون لأول مرة صراحةً في بابورناما من قبل بابور، وهو حاكم تيموري من فرغانا (في أوزبكستان الحالية) استولى على كابول عام 1504. في 21 كانون الثاني (يناير) 1519، بعد أسبوعين من مذبحة باجور، كتب بابور: «سارنا يوم الجمعة إلى سواد (سوات)، بنية مهاجمة الأفغان يوسفزاي، ونزلنا بين مياه بانجكورا ومياه شاندال الموحدة (جاندول)، باجور. كان شاه منصور يوسفزاي قد أحضر عددًا قليلاً من الحلويات ذات النكهة الجيدة والمسكرات».

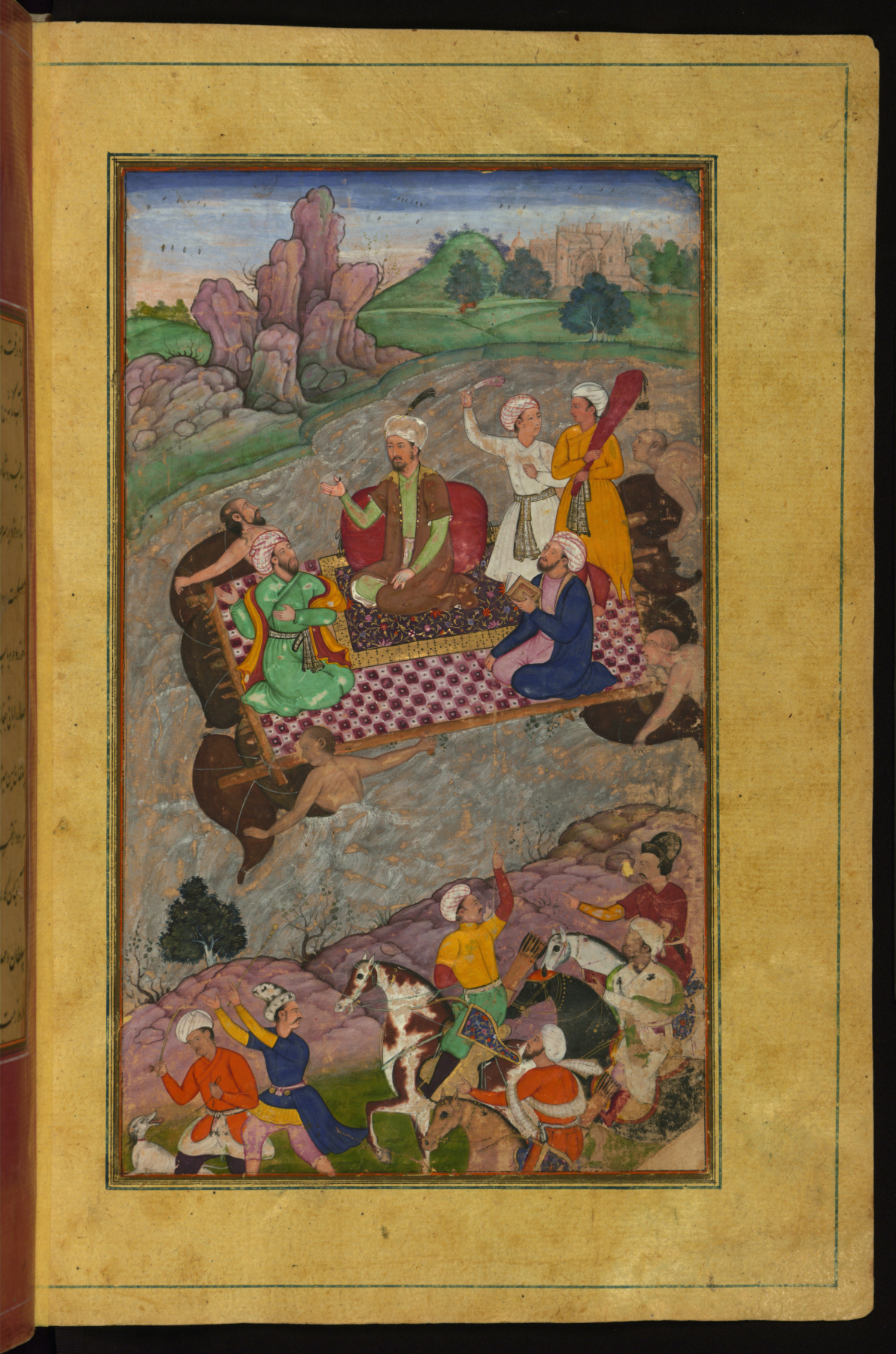
بابور يعبر نهر كونار على طوف غرب باجور

كجزء من معاهدة سلام مع يوسفزاي البشتون، تزوج بابور من بيبي مبارك، ابنة رئيس يوسفزاي شاه منصور، في 30 يناير 1519. لعب مبارك دورًا مهمًا في إقامة علاقات ودية بين رؤساء البشتون يوسفزاي وبابور، الذي أسس لاحقًا إمبراطورية المغول بعد هزيمة البشتون السلطان إبراهيم لودي في معركة بانيبات الأولى عام 1526. أحد إخوة مبارك، مير جمال يوسفزاي، رافق بابور إلى الهند عام 1525، ثم شغل مناصب عليا في عهد الإمبراطور المغولي همايون وأكبر.

### مناوشات مع قوات المغول
خلال ثمانينيات القرن السادس عشر، تمرد العديد من يوسوفزاي وماندان ضد المغول وانضموا إلى حركة روشاني بقيادة بير روشان. في أواخر عام 1585، أرسل الإمبراطور المغولي أكبر قوات عسكرية بقيادة زين خان كوكا وبيربال لسحق التمرد. في فبراير 1586، قُتل حوالي 8000 جندي مغولي، بما في ذلك بيربال، بالقرب من ممر كاراكار بين سوات وبونر على يد عسكر يوسوفزاي بقيادة كالو خان. كانت هذه أكبر كارثة واجهها جيش المغول في عهد أكبر.
في عام 1630، تحت قيادة حفيد بير روشان، عبد القادر، شن الآلاف من البشتون من يوسوفزاي، ماندانرس، خشجي، مهمند، أفريدي، بانجاش، وقبائل أخرى هجومًا على جيش موغال في بيشاور. في عام 1667، ثار يوسفزاي مرة أخرى ضد المغول، وأعلن أحد رؤسائهم في سوات نفسه ملكًا. جلب محمد أمين خان 9000 من جيش موغال القوي من دلهي لقمع التمرد. على الرغم من أن الإمبراطور المغولي أورنجزيب كان قادرًا على غزو سهول يوسفزاي الجنوبية داخل وادي كابول الشمالي، إلا أنه فشل في انتزاع وادي سوات والوديان المجاورة من سيطرة يوسوفزاي.

### فترة دوراني
صنف أحمد شاه دوراني (1747-1772)، مؤسس الإمبراطورية الأفغانية دوراني، جميع قبائل البشتون إلى أربع قبائل (اتحادات قبلية) لأغراض إدارية: دوراني، غيلجي، صور، وبار دوراني («دوراني العليا»). تم تضمين يوسفزاي في اتحاد بار دوراني إلى جانب قبائل البشتون الشرقية الأخرى، بما في ذلك موهمند وأفريدي وبانغاش وخطاك. كان بار دوراني يُعرف أيضًا باسم روهيلا، وكان يشكل الجزء الأكبر من البشتون الذين استقروا في روهيلخاند، الهند.
كان نجيب الدولة، الذي ينتمي إلى قبيلة يوسفزاي، أحد زعماء الروهيلا البارزين. في أربعينيات القرن الثامن عشر، أسس مدينة نجيب أباد في روهيلخاند. في عام 1757، دعم أحمد شاه دوراني في هجومه على دلهي. بعد فوزه، أعاد أحمد شاه دوراني تنصيب الإمبراطور المغولي ألامجير الثاني على عرش دلهي كرئيس موغال الاسمي، لكنه أعطى السيطرة الفعلية على دلهي إلى نجيب الدولة. من 1757 إلى 1770، شغل نجيب الدولة منصب حاكم سهارنبور، وحكم أيضًا على دهرادون. في عام 1761، شارك في معركة بانيبات الثالثة وقدم الآلاف من قوات روهيلا والعديد من الأسلحة إلى أحمد شاه دوراني لهزيمة المراثا. كما أقنع شجاع الدولة، نواب عوض، بالانضمام إلى قوات الدوراني. قبل مغادرته دلهي، عين أحمد شاه دوراني نجيب الدولة مير باكشي (المسؤول العام) للإمبراطور المغولي شاه علم الثاني. بعد وفاته عام 1770، خلف نجيب الدولة ابنه زابيتا خان، الذي هزمه المراثا عام 1772، مما أجبره على الفرار من روهيلخاند. ومع ذلك، استمر أحفاد نجيب الدولة في حكم منطقة نجيب أباد حتى هزمهم البريطانيون في ناجينا في 21 أبريل 1858 أثناء التمرد الهندي عام 1857.

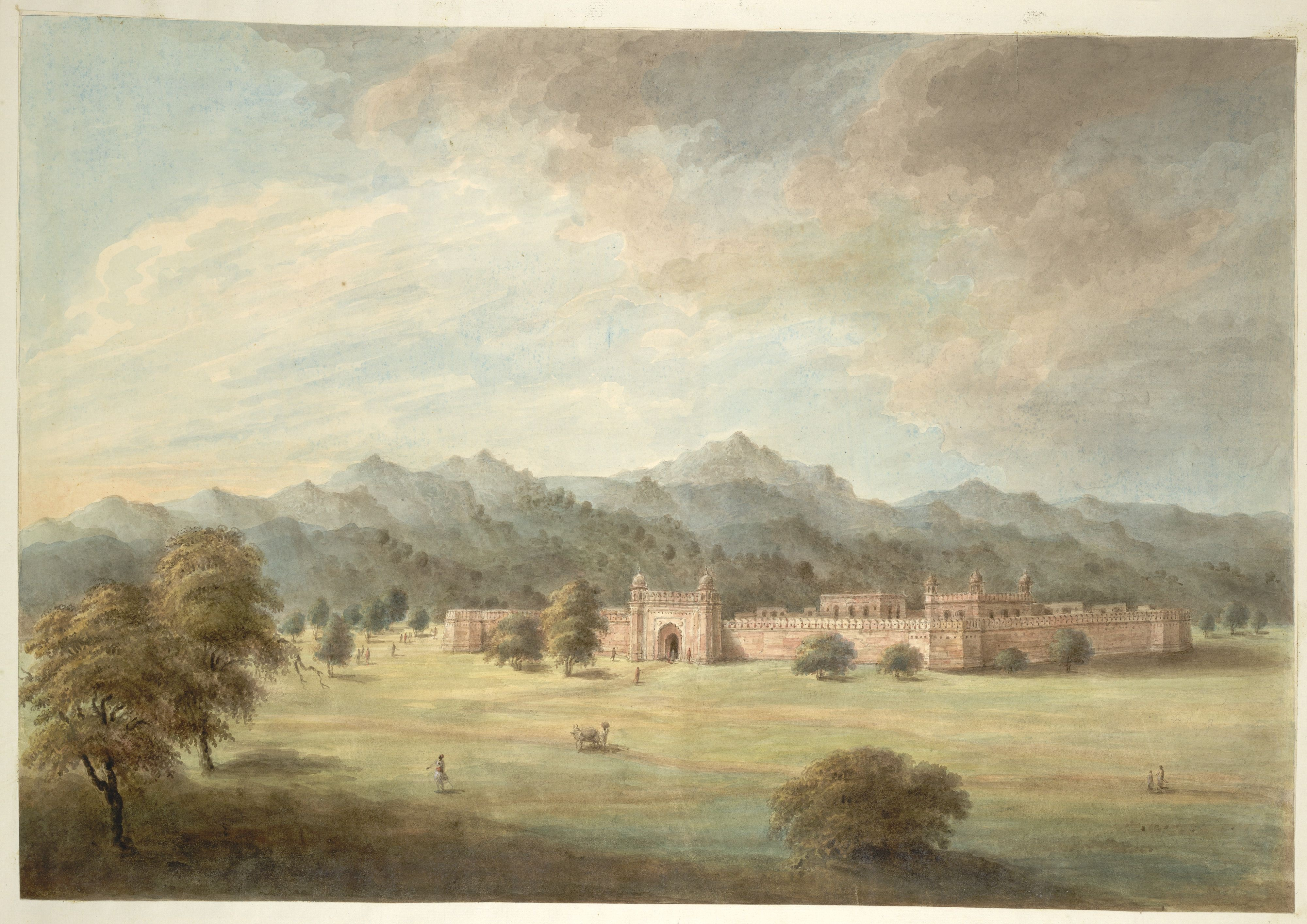
حصن باتارجاره خارج نجيباد، الذي أسسه نجيب الدولة يوسفزاي في روهيلخاند، الهند

اليوم، استقر العديد من يوسفزي في الهند، وعلى الأخص في منطقة روهيلخاند، وكذلك في فاروكاباد، التي تأسست عام 1714 من قبل باشتون نواب محمد خان بانجاش.

### ولايتي سوات ودير
في عام 1849، أسس يوسفزي ولاية سوات تحت قيادة سيدو بابا، الذي عين السيد أكبر شاه، سليل بير بابا، كأول أمير. بعد وفاة أكبر شاه عام 1857، تولى سيدو بابا السيطرة على الدولة بنفسه. في دير، وضع أحفاد القرن السابع عشر أخوند إلياس يوسفزاي، مؤسس مدينة دير، الأساس لولاية دير. في عام 1897، ضم الراج البريطاني دير ومنح لقب «نواب دير» للشريف خان أخوندخل، حاكم دير (1886-1904). في عام 1926، منح راج البريطاني لقب «والي سوات» لميانغول عبد الودود، حاكم سوات (1918-1949).
كانت الولايات الأميرية سوات ودير موجودة حتى عام 1969، وبعد ذلك اندمجت في غرب باكستان، ثم في عام 1970 في مقاطعة الحدود الشمالية الغربية (خيبر باختونخوا الحالية) في باكستان. منطقتهم هي جزء من مناطق بونر، دير السفلى، دير العليا، مالاكاند، شانجلا، وسوات.

## المجتمع
تم تقسيم أرستقراطية اليوسفزي البشتونية تاريخيًا إلى عدة مجتمعات على أساس المجموعات الجزئية الأبوية:

### خان
أشار الخان إلى ملاك أراضي يوسفزاي. في القرن السادس عشر، وزّع القديس شيخ مالي، أحد الشخصيات البارزة في يوسف زاي، أرض يوسفزاي بين عشائر يوسوفزاي القبلية الرئيسية (خل). ومع ذلك، لتجنب عدم المساواة، أمر بألا تصبح الأراضي ملكية دائمة للعشائر، بل يجب إعادة تخصيصها داخل العشائر الأبوية بشكل دوري بعد كل عشر سنوات أو نحو ذلك. في هذا النظام (wēsh)، يمتلك كل خان مالكًا للأراضي أسهمًا (براخة) تمثل حصته من إجمالي المساحة الموزعة. من خلال التناوب المنتظم للملكية، يهاجر ملاك الأراضي Yusufzai لما يصل إلى 30 ميلًا للحصول على حصتهم الجديدة بعد كل دورة، على الرغم من أن المستأجرين الذين يزرعون الأرض سيبقون فيها.
تم تشغيل نظام wēsh بين منطقة Yusufzai في منطقة Swat حتى عشرينيات القرن الماضي على الأقل.

### همساية
الهمساية أو «مشاركون الظل» كانوا عملاء أو تابعين من قبائل أخرى (غير يوسفزاي) من البشتون الذين أصبحوا مرتبطين بقبيلة يوسفزاي على مر السنين.

### فقير
الفقير أو «الفقراء» كانوا الفلاحين غير البشتونيين الذين لا يملكون أرضًا والذين تم تعيينهم لملاك أرض يوسفزاي. كفلاحين تابعين، اعتاد الفقير دفع إيجار الأرض التي يزرعونها.
في القرن التاسع عشر، أصبح التمييز بين الحمساية «قبيلة بشتونية تابعة» والفقير «فلاحين من غير البشتون» غير واضح. ثم تم استخدام كلا المصطلحين بالتبادل للإشارة ببساطة إلى المعالين أو العملاء الذين لا يملكون أرضًا.

### ملاطي
قدم الملاطي أو «المؤيدون» خدمات إلى رعاتهم مثل الحرفيين (القصبغار) أو الموسيقيين (ḍəm) أو الرعاة أو الوكلاء التجاريين، في الغالب مقابل مبلغ من الحبوب أو الأرز.

### غلام
كان الغلام أو «العبيد» أكثر ارتباطًا بالراعي وعائلته وكثيرًا ما يُعهد إليهم بمجموعة متنوعة من الوظائف داخل منزل سيدهم. على الرغم من أن الغلام كان أقل حرية بالمقارنة مع الحمساية أو الفقير، إلا أنهم يتمتعون عمومًا بمكانة أعلى في المجتمع.